# 零式艦上戦闘記
『零式艦上戦闘記』（れいしきかんじょうせんとうき）はタイトーより発売されたPlayStation 2用ゲームソフト。開発はマリオネット。2004年3月4日発売。
グローバル・A・エンタテインメントより発売されたゲームキューブ用ゲームソフト『零ファイター撃墜戦記』を元にした改良移植版で、零式艦上戦闘機（ゼロ戦）をはじめとする旧日本軍の戦闘機に乗って戦い、第2次世界大戦の空戦を体験する歴史シューティングゲームである。史実では負けた戦いでも結果を覆すif要素もあり、敵機として登場した連合軍側となって戦うことも可能。
また、史実では存在しない架空機（震電改など）や米軍側の改修機（雷電の改修機であるS-12など）を操作できるほか、B-29などの大型機も使用できる。

## ゲーム概要
3つのモードから選択できる。
- トレーニングモード

空戦練習と爆撃練習に分かれ、チュートリアルを交えながらプレイできる。トレーニングミッションをやりこむ事によって新たな機体を入手することも出来る。
- ミッションモード

作戦に参加する任務のモード。年代別に1～5のパートに分かれており、それぞれに5つのミッションと1つのEXミッションが付属している。EXミッションでは一定のコースを飛行するタイムアタックや一定時間内に撃破した敵の数を競うものがある。
- VSモード

2P対戦やCPUとの協力プレイと対戦がプレイできる。部隊の設定を自由に変更でき（一部変更不可。また、一部部隊は1機以下に出来ない）、思い思いの条件での戦いが楽しめる。